# アユサ
米国非営利教育法人アユサ （あゆさ、英文名称：Academic Year in the U.S.A.）は、高校生の交換留学をサポートする非営利団体、国際教育交流機関。略称は、AYUSA。

## 概略
これまでに世界70カ国以上の国々から延べ45,000人以上の高校生をアメリカに受け入れた実績がある。アユサの日本事務局では、海外初の事務局として1985年に東京に開設され、これまで26年以上にわたって3,500名以上の高校生を海外へと派遣している。

## 理念・目的
アユサは、高校生の海外への留学を通じて、それぞれの文化の違いを理解し合い尊重し合う真の国際人を育成・輩出することをその理念・目的としている。

## 沿革[1]
- 1980年　アユサのアメリカ本部Intrax Cultural Exchangeがサンフランシスコに設立される。
- 1982年　アメリカ本部がアメリカ国務省認定のJ-1ビザのスポンサーとして登録される。
- 1985年　アユサ初の海外事務局として、アユサ・ジャパンが東京都に設立され、アジアでのプログラムがスタートする。
- 1986年　アユサ・ジャパンから第1期高校交換留学生を派遣する。
- 2001年　アユサ・ジャパン卒業生のための同窓会組織、ANEP(AYUSA Network Expanding Program)が発足される。
- 2002年　アユサ・ジャパンから海外へ留学した人が3,000名を超える。
- 2004年　第20期派遣生募集にあたり、アユサ・ジャパン20周年記念奨学金制度を開始する。
- 2006年　アメリカ高校留学プログラムの早期受験者を対象に奨学金制度を開始する。
- 2012年　米国大使館および公益財団法人 米日カウンシル-ジャパンが主導する官民パートナーシップ「TOMODACHIイニシアチブ」のプログラムの運営を担う。東日本大震災の被災地3県の高校生を対象としたリーダーシッププログラムをアメリカ、カリフォルニア州のＵＣバークレー校で実施。300名の高校生が参加する。
- 2013年　「TOMODACHIイニシアチブ」のリーダーシッププログラムをアメリカ、カリフォルニア州のＵＣバークレー校で実施。100名の高校生が参加する。
- 2014年　「TOMODACHIイニシアチブ」のリーダーシッププログラムをアメリカ、カリフォルニア州のＵＣバークレー校で実施。100名の高校生が参加する。

## プログラム[2]
アユサ・ジャパンでは以下のプログラムを運営している。
留学の期間は、現地の学校の年度に合わせて、10カ月の留学の場合は8月から翌年の6月までの場合が多い。
- アメリカ派遣プログラム（10ヵ月・5ヵ月）
- ドイツ派遣プログラム（10ヵ月）
- ホームステイ受入プログラム（10ヵ月・6ヵ月・3ヵ月・1ヵ月）

## サポート体制[3]
高校生が留学を円滑に行えるように、出発前・留学中・帰国後を通じての、留学生またその保護者に向けてオリエンテーションなどがある。

### 出発前
- 春のオリエンテーション
- 保護者同伴オリエンテーション

### 留学中
- 米国到着後オリエンテーション

### 帰国後
- 同窓会活動

## アメリカ国務省の政府公式交換プログラム[4]
アメリカ本部では、高校交換留学プログラムを通じて世界平和を目指すべく、アメリカ国務省の要請のもと、国単位のプログラムを運営実績がある。
- Future Leaders Exchange Program (FLEX)

　旧ソビエト連邦の国々からの高校生を対象にアメリカで1年間学ぶ高校交換留学プログラム
- The Youth Exchange and Study Program (YES)

　イスラム圏の国家からの高校生を対象にアメリカで1年間学ぶ高校交換留学プログラム
- The Congress-Bundestag Youth Exchange Program (CBYX)

　ドイツの議会と米国議会によって設立された1年間相互に学ぶ高校交換留学プログラム
- The Emerging Youth Leaders Program (EYL)

　米国とセネガルの高校生が共に民主主義と市民社会のあり方を学ぶ交換プログラム
- Mexico Youth Leadership Program

　メキシコでドラッグや暴力が多発している地域の高校生を対象に米国でコミュニティサービス、リーダーシップを学ぶプログラム

## 脚註
1. ↑  http://www.ayusajapan.org/companyinfo.php
2. ↑  アユサ高校留学パンフレット
3. ↑  http://www.ayusajapan.org/highschool/support.php
4. ↑  http://www.intraxinc.com/about-intrax/recognition

## リンク
- AYUSAインターナショナル 日本事務局
- AYUSA 本部 （英語）